# Oxira mediotincta
Oxira mediotincta är en fjärilsart som beskrevs av Igor Kozhanchikov 1937. Oxira mediotincta ingår i släktet Oxira och familjen nattflyn. Inga underarter finns listade i Catalogue of Life.